# Ньїко Моббі
Ньїко Моббі (англ. Nyiko Mobbie, нар. 11 вересня 1994) — південноафриканський футболіст, захисник клубу «Суперспорт Юнайтед» та національної збірної ПАР. Виступав також за клуби «Фрі Стейт Старз» та «Секхукхуне Юнайтед».

## Клубна кар'єра
Ньїко Моббі народився 1994 року, та є вихованцем футбольної школи клубу «Фрі Стейт Старз». Професійну футбольну кар'єру Моббі розпочав 2016 року в основній команді того ж клубу, в якій грав до 2019 року, взявши участь у 58 матчах чемпіонату.
У 2019 році футболіст став гравцем клубу «Мамелоді Сандаунз», проте керівництво клубу відразу віддало Моббі в оренду до клубу «Стелленбош», а пізніше в оренду до клубу «Чіппа Юнайтед».
У 2021 році Ньїко Моббі перейшов до клубу «Секхукхуне Юнайтед», у якому грав до 2024 року. З 2024 року футболіст грає у складі клубу «Суперспорт Юнайтед».

## Виступи за збірну
У 2019 році Ньїко Моббі дебютував у складі національної збірної ПАР. У складі збірної був учасником Кубка африканських націй 2023 року у Кот-д'Івуарі. Станом на початок 2025 року зіграв у складі збірної 28 матчів, у яких забитими м'ячами не відзначився.